# Maricopa, Kalifornien
Maricopa är en ort i Kern County i Kalifornien. Vid 2010 års folkräkning hade Maricopa 1 154 invånare.